# هیتوشی ایمامورا
هیتوشی ایمامورا (انگلیسی: Hitoshi Imamura؛ زاده ۲۸ ژوئن ۱۸۸۶ درگذشته ۴ اکتبر ۱۹۶۸) یک فرد نظامی اهل ژاپن بود.